# Acqua di fiori d'arancio

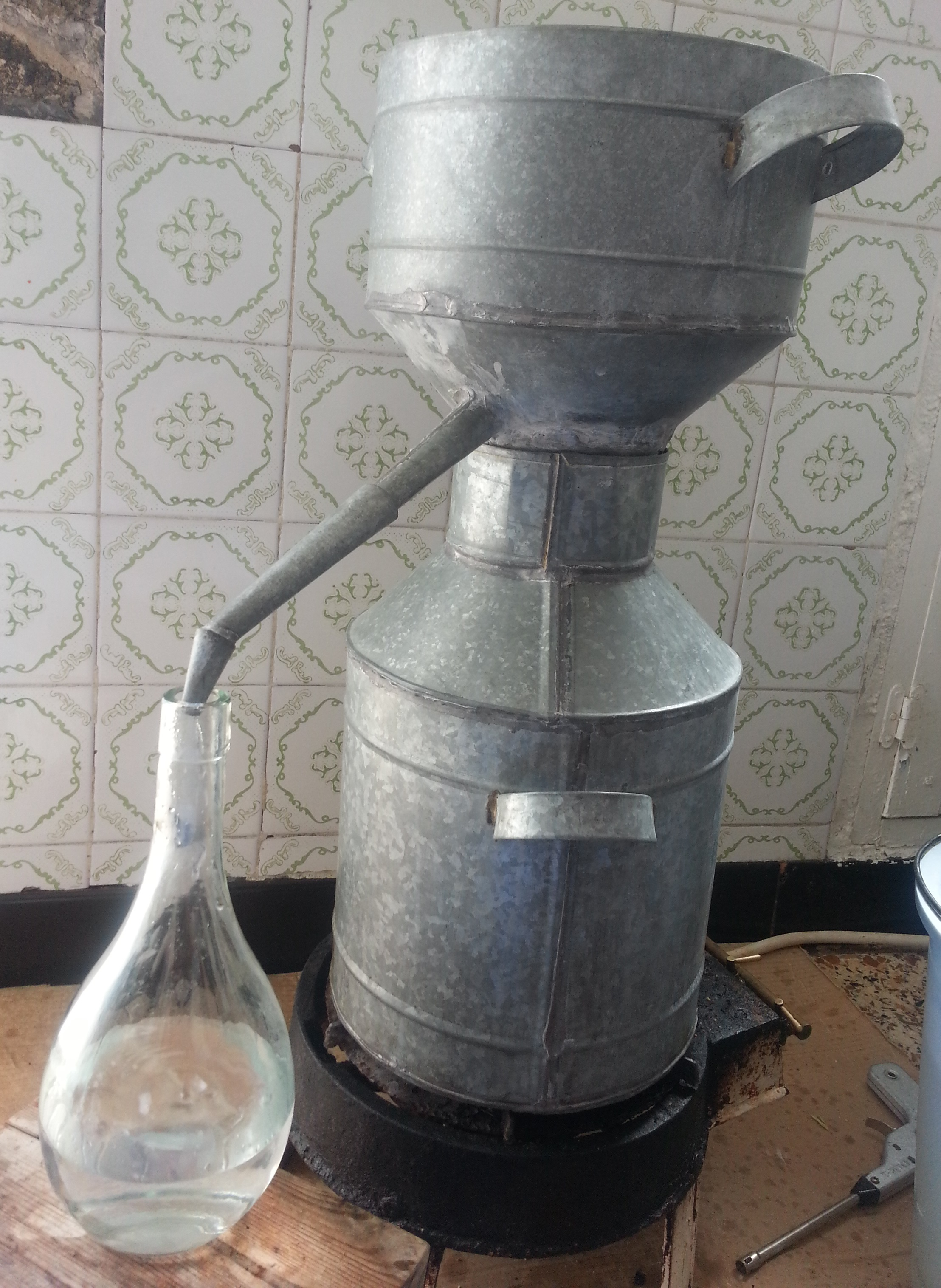
Recipiente usato per distillare l'acqua di fiori d'arancio

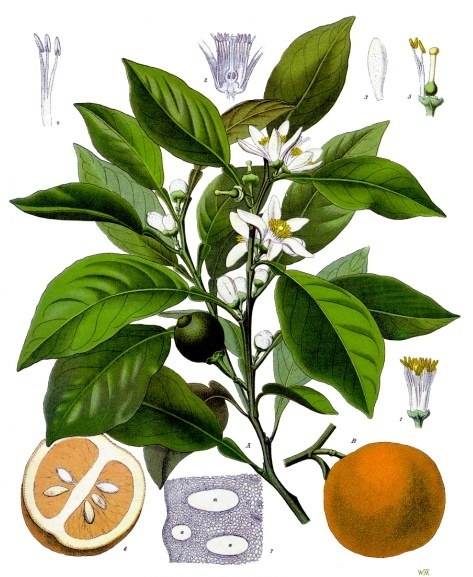
Citrus x aurantium

L'acqua di fiori d'arancio, anche detta idrolato di fiori d'arancio, è un sottoprodotto ricavato dalla distillazione in corrente di vapore dei fiori d'arancio amaro (Citrus × aurantium).

## Usi

### In cucina
L'acqua di fiori d'arancio viene usata per aromatizzare diverse torte alla frutta e diversi dolci della cucina mediterranea, fra cui il gibassié, la pompe à l'huile e le madeleine francesi, il roscón de Reyes spagnolo, la pastiera e i cannoli italiani, le samsa algerine e tunisine, e il caffè in Marocco. In altre cucine, l'acqua di fiori d'arancio serve a preparare, ad esempio, la simnel cake, e i pancake. Inoltre, il distillato è un ingrediente base di alcuni cocktail.

### Altri usi
In medicina alternativa l'acqua di fiori d'arancio è considerata utile per rivitalizzare le pelli sensibili e spente e combattere la secchezza dei capelli. In aromaterapia, essa viene usata e per le sue presunte proprietà calmanti e sedative. A Malta e in molti paesi nordafricani e mediorientali (e un tempo anche in Italia), l'acqua di fiori d'arancio veniva usata come medicina per il mal di stomaco.